# Stworzenie świata według Biblii

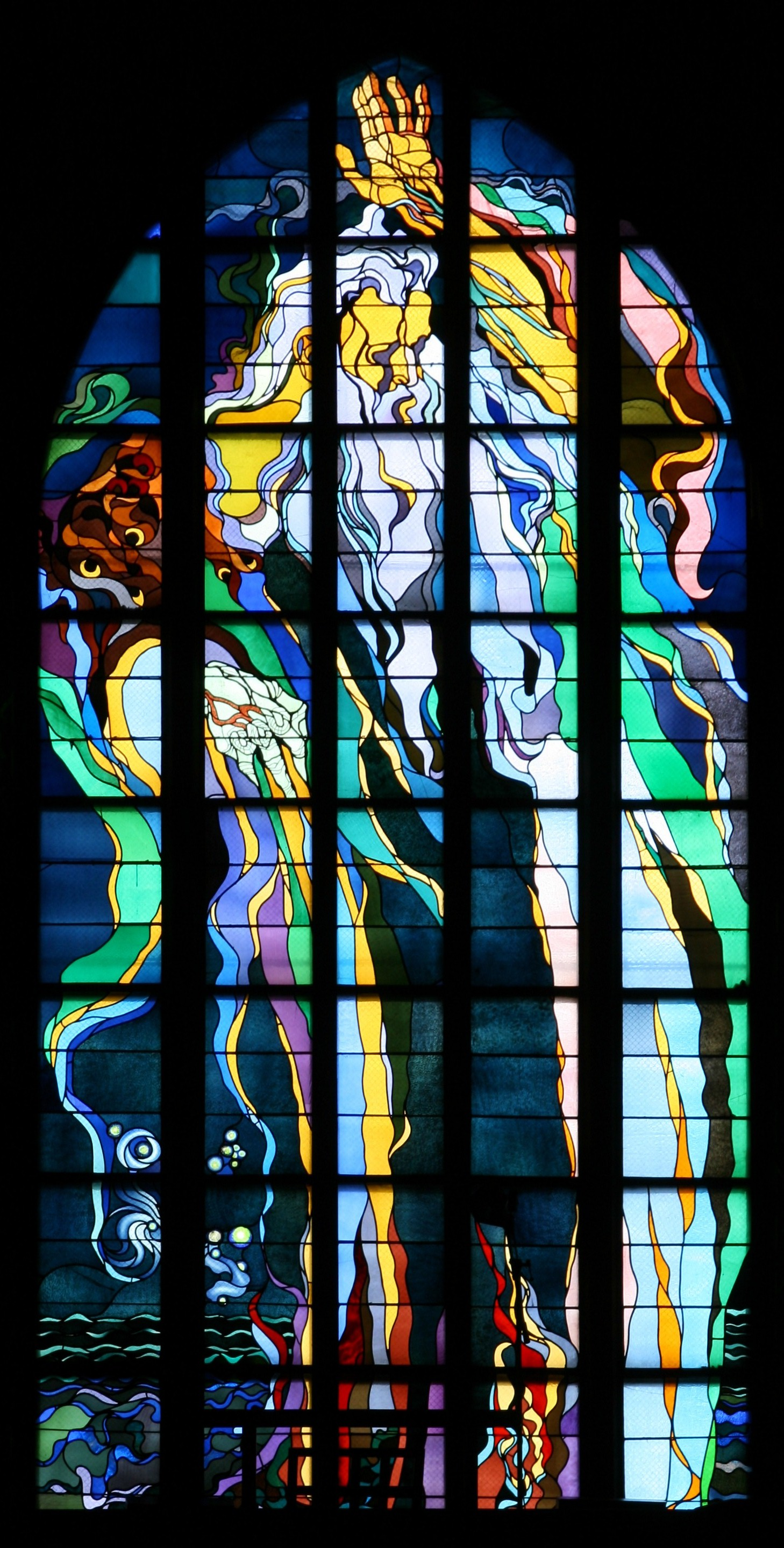
Bóg Stwórca – witraż Stanisława Wyspiańskiego

Stworzenie świata – pojęcie biblijne wyjaśniające naturę i sposób powstania wszechświata. W ujęciu judeo-chrześcijańskim zarówno niebo (materialne i duchowe), jak i ziemia i wszystko co istnieje jest dziełem Boga-Stwórcy. Wszechświat powstał nie jako skutek procesu emanacji lub zrodzenia czy też ślepej ewolucji, lecz w wyniku wypowiedzenia przez Boga Słowa (por. Ps 33/32/, 6). Dwa rozpoczynające całą Biblię opisy stworzenia, zawarte w pierwszych trzech rozdziałach Księgi Rodzaju, przedstawiają pochodzenie wszechświata i człowieka od Stwórcy, zależności między Bogiem, człowiekiem i światem oraz podkreślają zasadniczą dobroć tego, co stworzone. Interpretacja teologiczna opisów stworzenia jest różna w zależności od wyznania. Przyjmuje się, że nie zawierają one istotnej informacji z dziedziny nauk przyrodniczych, lecz są opowiadaniami symbolicznymi, których zasadniczym kluczem interpretacyjnym jest pojęcie stworzenia z niczego. Jedynie wąska grupa kreacjonistów (tzw. kreacjonizm młodej Ziemi) podejmuje próby wykazania, że Biblijna narracja jest prawdziwa także w sensie literalnym, przyrodoznawczym. Dla większości uczonych i filozofów zajmujących się powstaniem świata podstawowym przesłaniem Biblii jest to, że istnienie świata jest dziełem mądrego zamysłu Boga-Stwórcy. Przyjmują, że nauki przyrodnicze są autonomiczne w swych badaniach, a ich wyniki nie przeczą, lecz harmonizują z przesłaniem biblijnym w jego ujęciu teologicznym, a także metafizycznym. Zasadniczo grupują się oni w dwóch następujących nurtach: ewolucjonizm teistyczny oraz kreacjonizm progresywny (por. inteligentny projekt).

## Stworzenie świata w religii Izraela i w sąsiednich religiach
Pojęcie stworzenia świata sięga w Izraelu najwcześniejszej starożytności, można je odnaleźć jeszcze przed Abrahamem (ok. 1850 r. przed Chr.). Na Bliskim wschodzie mity o stworzeniu świata, związane z religijnymi koncepcjami politeistycznymi były dość popularne i, według Paula Auvraya OP, zawierały pojęcia, „które nie mogły pozostać obojętne dla Izraela”. W Egipcie, na ścianach piramid przedstawiano stworzenie świata przez jednego z najwyższych bogów egipskich Atum. W Mezopotamii, teksty akadyjskie inspirowane opowiadaniami sumeryjskimi zawierają wiele opisów stworzenia, ściśle związanych z mitycznymi opowiadaniami o wojnie bogów, w czasach początku. W antycznym mieście Ugarit, znajdującym się na terenie Kanaanu, najwyższe bóstwo El było nazywane „stwórcą stworzeń”. W tekstach fenickich znajduje się zdanie o bogu stwórcy brzmiące tak samo, jak to, które w księdze Rodzaju wypowiedział pogański król Salemu Melchizedek, życząc Abramowi, by Stwórca nieba i ziemi udzielił mu dóbr wszelkich: „Niech będzie błogosławiony Abram przez Boga Najwyższego, Stwórcę nieba i ziemi!” (Rdz 14,19). W słowach króla Salemu, patriarchowie Izraela odkryli ich własnego Boga jedynego, mimo iż, politeizm zniekształcił  niektóre Jego rysy. Objawione później Mojżeszowi imię Boga Jahwe, (Jestem, który jestem), pierwotnie prawdopodobnie ukazywało właśnie działanie stwórcze: „Ten, który daje byt”, czyli „Stworzyciel”.

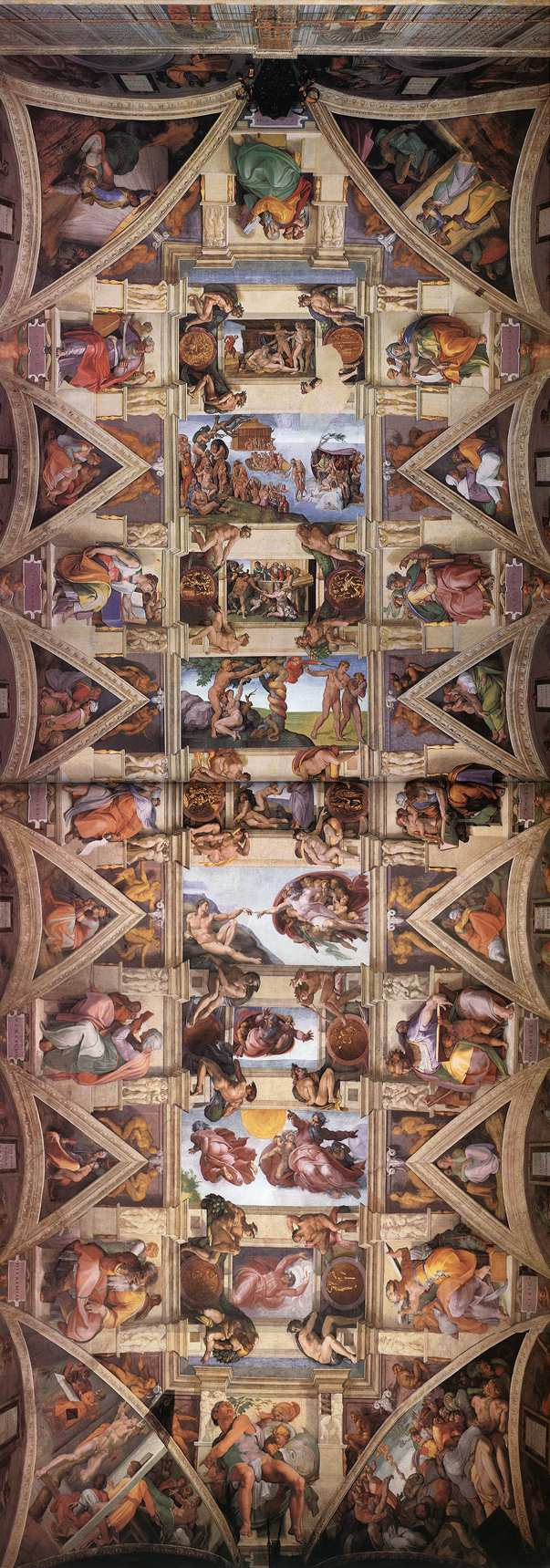
Stworzenie świata w obrazach. Freski Michała Anioła na suficie Kaplicy Sykstyńskiej, Watykan

## Opowiadanie o stworzeniu świata w Księdze Rodzaju

### Opisy stworzenia świata w kontekście szerszej tradycji biblijnej
Księgę Rodzaju rozpoczynają dwa uzupełniające się wzajemnie opisy stworzenia świata, które stanowią część większej całości – wstęp do historii zbawienia urzeczywistniającej się poprzez kolejne przymierza zawierane przez Boga z Noem, Abrahamem i Mojżeszem. Trzeba pamiętać, że mimo iż narracja o stworzeniu świata znajduje się na początku Pięcioksięgu i całej Biblii, jej forma pisemna jest  zasadniczo późniejsza w stosunku do innych ksiąg biblijnych. Wcześniej, przez wieki funkcjonowała ona w Izraelu w formie przekazu ustnego. Odwoływali się do niej prorocy, którzy zwalczali idolatrię (politeizm). Ukazywali Jahwe jako potężnego Stwórcę świata (Am 4, 13; 5, 8n; 9, 5 n; Jer 10, 6-16; Iz 40, 21-26), podczas gdy czczeni przez inne narody bogowie byli w ich oczach bezsilni, a ich figury były dziełem rąk ludzkich (Jer 10, 1-5; Iz 40, 19n; Iz 44, 9-20). Literatura mądrościowa po niewoli babilońskiej (586 – 538 roku p.n.e.) ukazywała mądrość, przenikliwość i wiedzę Boga, który stwarzał świat (por. Prz 3, 19 n; por. Ps 104, 24). Szczególnie Księga Przysłów jako pierwsze Boże dzieło ukazuje Mądrość uosobioną, powołaną do życia przed wiekami i towarzyszącą Bogu w stwarzaniu świata: 

Pan mnie zrodził jako początek swej mocy, przed dziełami swymi, od pradawna. Od wieków zostałam ustanowiona, od początku, przed pradziejami ziemi. Przed oceanem zostałam zrodzona, przed źródłami pełnymi wód; zanim góry zostały założone, przed pagórkami zostałam zrodzona. Nim glebę i pola uczynił przed pierwszymi skibami roli. Gdy niebo umacniał, z Nim byłam, gdy kreślił sklepienie nad bezmiarem wód; gdy w górze utwierdzał obłoki, gdy źródła wielkiej Otchłani umacniał, gdy morzu ustawiał granice, by wody z brzegów nie wystąpiły; gdy ustalił fundamenty ziemi. I byłam przy Nim mistrzynią, rozkoszą Jego dzień po dniu, cały czas igrając przed Nim. Igrając na okręgu ziemi, radowałam się przy synach ludzkich (Prz 8, 22-31).

Podobnie Mądrość Syracha oraz Księga Mądrości ukazywały Mądrość u początków istnienia świata (por. Syr 1,4-9; 24, 9). Była faktycznie jego twórczynią (por. Mdr 8, 6; Mdr 9, 9). Księga Psalmów mówi z kolei o aktywności stwórczej Słowa oraz Ducha Bożego, którym psalmy nadają cechy osobowe (por. Ps 33/32/, 6; 104/103/, 30; por. Jdt 16, 14), według teologii chrześcijańskiej były to już ukryte zapowiedzi nowo testamentalnego objawienia Słowa-Logosu i Ducha Świętego. W Księgach Machabejskich, pismach żydowskich czasów greckich włączonych do kanonu Biblii chrześcijańskiej, pojawiło się wyraźne stwierdzenie, że świat został powołany do istnienia z niczego:

Proszę cię, synu, spojrzyj na niebo i na ziemię, a mając na oku wszystko, co jest na nich, zwróć uwagę na to, że z niczego stworzył je Bóg i że ród ludzki powstał w ten sam sposób (2 Mch 7, 28).

Pisma żydowskie w tym okresie miały charakter apologetyczny, ukazują różnicę w postrzeganiu Boga  w stosunku do mentalności sąsiednich narodów mających wyobrażenia panteistyczne, ubóstwiające stworzenie. Izrael stwierdzał wielkość Boga jedynego, który daje się dostrzec poprzez swoje dzieła (Mdr 13, 1-5).

### Źródła i datowanie
Dwa opisy stworzenia świata z Księgi Rodzaju – same noszące inspiracje pozabiblijne, jednocześnie strzegące ścisłego monoteizmu – są zapisem wcześniejszych ustnych tradycji, które przez wieki inspirowały także inne księgi biblijne Izraela. Według Roberta Altera opisy te są „zniewalające w swym archetypicznym charakterze, w swej adaptacji mitu do celów monoteizmu” Według teorii źródeł dwa opisy stworzenia wynikają z dwóch różnych tradycji literackich. Według tej teorii pierwszy pochodzi z tradycji kapłańskiej i otrzymał formę pisemną najprawdopodobniej w V wieku p.n.e. w Mezopotamii. Drugi opis stworzenia pochodzi natomiast z tradycji jahwistycznej i został spisany w X wieku p.n.e. na dworze króla Salomona, istnieją jednak przesłanki, by jego początki również przesuwać dopiero na czas niewoli babilońskiej, na co wskazują zapożyczenia motywu ogrodu Eden z mitologii mezopotamskich wplecione niezależnie od siebie do Ksiąg Rodzaju i Ezechiela.

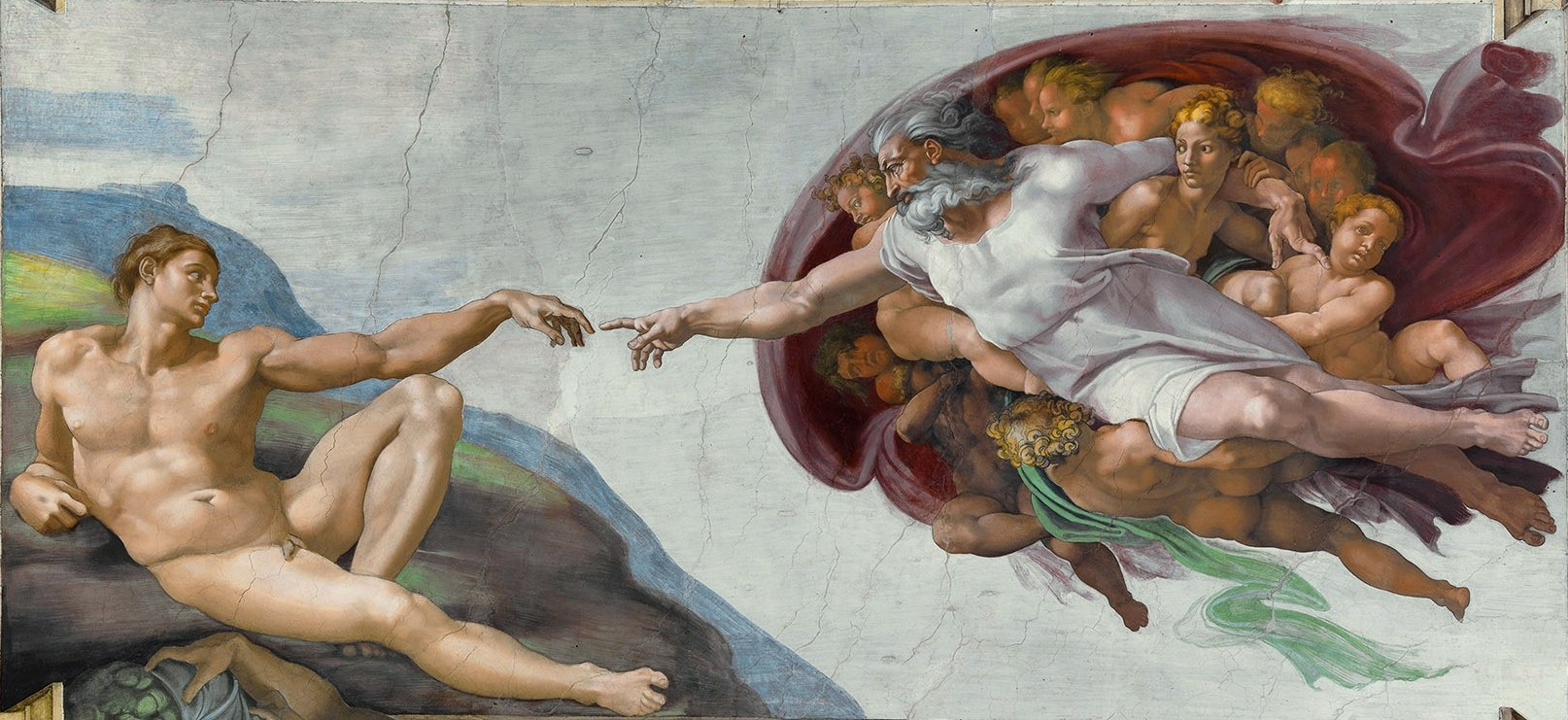
Stworzenie Adama i Ewy (ukrytej jeszcze pod lewym ramieniem Boga Ojca) – fresk Michała Anioła

### Pierwszy opis stworzenia (Księga Rodzaju 1,1-2,4a)
Opowiadanie to nazywane jest Heksaemeronem, ponieważ według niego Bóg stworzył świat w ciągu sześciu dni, po których odpoczął w dniu siódmym. Jest ono przypisywane źródłu kapłańskiemu, akcentującemu odpoczynek szabatowy. Jest opisem kosmologicznym i wyraża ówczesną wiarę w konstrukcję wszechświata. Z czternastu, zachowanych kosmologii starożytnych Heksaemeron wyróżnia się zasadniczo od innych wiarą w monoteistyczną naturę Boga. 
Schemat opowiadania jest następujący:
- dzień pierwszy – stworzenie światła i oddzielenie go od ciemności,
- dzień drugi – stworzenie sklepienia niebieskiego oddzielającego wody górne od dolnych,
- dzień trzeci – stworzenie lądu i roślinności,
- dzień czwarty – stworzenie Słońca, Księżyca i gwiazd,
- dzień piąty – stworzenie zwierząt wodnych i latających,
- dzień szósty – stworzenie zwierząt lądowych i człowieka,
- dzień siódmy – liczenie tego dnia do aktu stworzenia uzależnione jest od używanych tekstów biblijnych. Tłumaczenia opierające się na Septuagincie (zwłaszcza katolickie) ten dzień traktują wyłącznie jako dzień odpoczynku Boga, uznając dzień szósty jako ostatni. W pozostałych tłumaczeniach opartych na tekście masoreckim dzień siódmy jest dniem ukończenia dzieła stworzenia przez Boga[11].

Poglądy przyrodnicze autora opierały się na najprostszych spostrzeżeniach wzrokowych i nie różniły się zasadniczo od ówcześnie przyjmowanych w całym świecie. W przestrzeni wody umieszczone było sklepienie oddzielające wody górne (deszcze, opady) od dolnych (źródła). W powstałej niszy umieszczona była płaska i okrągła (nie kulista) ziemia. Nad ziemią, a pod sklepieniem umieszczone były ciała niebieskie. Ziemia otoczona była morzem. Zbliżone wersje powstania świata pojawiały się już wcześniej, zarówno w religii Sumerów, jak i semickich mieszkańców Mezopotamii – ważną różnicą pozostaje jednak ścisły monoteizm Biblii. Poza tym, według Paula Auvraya OP, mimo iż można wymienić następujące zbieżne cechy tego opisu z tradycjami babilońskimi: zwycięstwo nad otchłanią, oddzielenie wód górnych od wód dolnych, stworzenie gwiazd, to w odróżnieniu od nich, nie zawiera on żadnych śladów mitologii. W opowiadaniu biblijnym Bóg działa i zastanawia się jedynie sam z sobą. Nie ma w nim żadnych potworów czy demonów pokonanych lub uwięzionych. Zwycięstwo Boga nad chaosem nie jest walką, a Otchłań (tehom) nie ma żadnych cech złego bóstwa na wzór Tiamat babilońskiej. Stworzenie jest ukazane jako wolne, zaplanowane działanie Boga wszechmocnego, którego celem było dobro człowieka uczynionego na obraz swego Stwórcy.

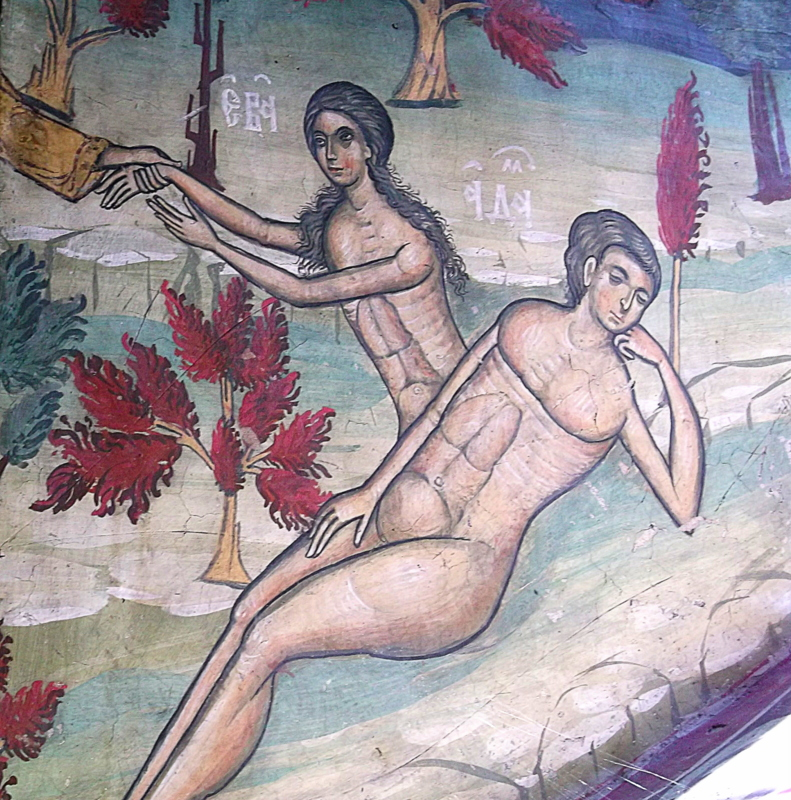
Stworzenie Ewy z żebra Adama – fragment fresku w monastyrze w Suczawicy

### Drugi opis stworzenia (Księga Rodzaju 2,4b-25)
Opowiadanie to w przeciwieństwie do Heksaemeronu jest dziełem, którego autor posługuje się językiem obrazowym, a nie pojęciowym. Kosmologia jest w nim całkowicie pominięta. Wyeksponowana została natomiast natura człowieka, relacja Bóg – człowiek, zależność płci i stosunek człowieka do przyrody.
Opowiada ono o stworzeniu pierwszej pary ludzkiej oraz ich środowiska. Byty są rezultatem osobistego działania Boga (Stworzenie świata), który ukazany jest symbolicznie jako pracujący tak, jak człowiek. Sprawia wilgotną, urodzajną glebę w ogrodzie Eden, czyli raju, następnie z mułu ziemi lepi mężczyznę, a potem też zwierzęta. Stwarza kobietę z żebra Adama, kość z jego kości i ciało z jego ciała (por. Rdz 2,23). Ludzie zostają stworzeni w sposób doskonały do szczęścia, mają do dyspozycji całe stworzenie, a do towarzystwa siebie nawzajem. Dopiero grzech wprowadzi w świat nieporządek i przekleństwo.

### Interpretacja judaizmu
Średniowieczny autor Jehuda Halewi w swym dziele Kuzari wyraził przekonanie, że opis stworzenia świata w pierwszych trzech rozdziałach Księgi Rodzaju w judaizmie tradycyjnie rozumie się jako stworzenie z niczego (łac. creatio ex nihilo). Podkreślił, że mimo iż tekst biblijny nie wyklucza interpretacji, że Boże dzieło stworzenia było nadaniem odwiecznej materii, będącej w stanie chaosu, uporządkowanej formy – jednak tradycja Izraela rozumiała, że Bóg stwarzając świat, powołał do istnienia także materię, której wcześniej nie było. Inaczej uważał neoplatonizm, uznając odwieczność pierwszej materii. Jednak, według Halewiego, kultura grecka opierała się na samym tylko rozumowaniu i wiedzy, a więc mądrości filozofów greckich brakowało wsparcia ze strony Boga, które mieli Prorocy Izraela. Innego zdania jest Maren R. Niehoff. Według niego, ogół żydowskich autorów i interpretatorów Biblii zarówno przed, jak i po upadku Drugiej Świątyni (70 r.) widział Boga Stwórcę jako demiurga, nie znając pojęcia creatio ex nihilo. 2 Księga Machabejska 7,28 ma być według tego autora zupełnym wyjątkiem.

### Interpretacje Kościoła niepodzielonego

#### Augustyn z Hippony
Interpretując biblijny opis stworzenia świata (Heksaemeron) Augustyn z Hippony (354-430 r.) widział w pierwszym dniu, kiedy Bóg stworzył niebo i ziemię oraz światłość (por. Rdz 1,1-3), stworzenie aniołów. Niebo i światłość to symbole świata duchowego, rozumnego. Powołanie do istnienia światłości było faktycznie powołaniem do istnienia stworzeń duchowych, czyli właśnie aniołów. Ciemności są symbolem nieuformowanej rzeczywistości, „ziemi, która była bezładem” (Rdz 1,2).
Augustyn interpretował opis stworzenia świata polemizując z interpretacjami manichejskimi. Szukając wytłumaczenia istnienia zła we wszechświecie, Mani (216-ok. 276 r.) i jego uczniowie twierdzili, że w trakcie formowania się świata widzialnego cząstki boskiej rzeczywistości zostały uwięzione w środowisku materialnym, całkowicie obcym wobec boskiej dobroci. Dla Augustyna było logicznie sprzeczne by Bóg cieszący się wolnością i całkowicie dobrą wolą, właściwą Jego bóstwu, pozostawił pewne obszary stworzenia jakby wyjętymi spod Jego władzy (Wyznania VII,5.7). Również w księdze O wierze i Symbolu i Przeciwko manichejczykom komentarz do Księgi Rodzaju wykazywał, że nie jest logiczna interpretacja mówiąca, iż Bóg stworzył świat z pre-egzystującej nieuformowanej materii. Ciemność, o której mowa w Księdze Rodzaju, nie oznaczała, według Augustyna, wiecznej, niestworzonej otchłani bezładu, lecz nieobecności światła.
Aniołowie jako duchowe istoty rozumne nie tylko posiadają światło duchowe, ale są światłem (por. Komentarz słowny do Księgi Rodzaju V,13.30 ). Inaczej ludzie, którzy światło duchowe przyjmują od światła stwarzającego, od Słowa. Aniołowie nie mają w sobie różnicy między formą a tym co ma być uformowane, są stworzeni jako doskonali w swym bycie, ich oświecenie, iluminacja jest tożsama z ich stworzeniem. W Państwie Bożym Augustyn pisał:

Jeżeli tak się rzeczy mają, to duchy owe, które zwiemy aniołami, w żaden sposób nie mogły na początku istnieć przez czas pewien jako duchy ciemności, lecz w chwili swojego stworzenia od razu stały się światłością (XI,11, por. XII,9).

Będąc światłem zwracają się ku Stwórcy w tym samym momencie, w którym są stworzeni (Komentarz słowny do Księgi Rodzaju I,9,17). Funkcja aniołów w dalszym ciągu dzieła stwórczego Boga, współpracy ze Słowem Boga, wynika z ich natury, z tego że są światłem duchowym. Nadają oni formę ciałom, są oświeceniem tego co ciemne (por. Niedokończony komentarz słowny do Księgi Rodzaju 8,30). Ta funkcja jest możliwa dzięki temu, że mają oni jednoczesne, równoległe poznanie rzeczy – to, jakimi są w Bogu jako idee wieczne i jakimi są w sobie samych (por. Komentarz słowny do Księgi Rodzaju IV,29.46). Te dwa poznania, według Augustyna, oznaczane są przez „wieczór i poranek” każdego dnia stworzenia. Poznanie stworzeń przez stworzenia (creaturam per creaturam) jest niejasne jakby w zwierciadle (por. 1 Kor 13,12; por. Wyznania XII, 13.16) – jest więc oznaczane przez wieczór. Poznanie rzeczy przez Stwórcę (łac. creaturam per Creatorem) jest jednoczesne i w całości, jest jasnym widzeniem natury rzeczy w Bogu, stąd  oznaczane jest przez poranek (por. Komentarz słowny do Księgi Rodzaju IV,30.47, por. IV,23.40-24.41; Państwo Boże XI,29; Wyznania XII, 9.9 oraz 15.20). Aniołowie są wzorem dla stworzeń doczesnych, między nimi a stworzeniem materialnym jest bowiem różnica ontologiczna. Świadomość tej różnicy stała się dotkliwa po grzechu pierworodnym (Przeciwko manichejczykom komentarz do Księgi RodzajuII,9.12). Aniołowie w swym doskonałym bycie ukazują spełnienie się wieków, wieczne odpocznienie, poznanie bezpośrednie Boga – wszystko to jako potencjalnie możliwe, jako rzeczywistość eschatologiczna.

### Współczesna interpretacja katolicka
Na temat opisu stworzenia świata z Księgi Rodzaju 1-3 wielokrotnie wypowiadał się Jan Paweł II. W jednej z katechez środowych, zwrócił uwagę, że księga jednoznacznie stwierdza, że to Bóg „na początku” stworzył cały wszechświat. I że dokonało się to przez wypowiedzenie słowa: fiat, niechaj się stanie. Świat widzialny powstał jako skutek tego słowa. Dalej papież mówił o znaczeniu religijno-teologicznym tego fragmentu biblijnego, oraz że nie ma w nim żadnej istotnej informacji z dziedziny nauk przyrodniczych i nie sprzeciwia się teorii ewolucji. Podkreślił jednak konieczność uznania Boga jako przyczyny powstania wszechświata: 

Ziemia na początku była bezładem i pustkowiem (chaos), następnie pod działaniem stwórczego słowa Boga uładziła się, stała się zdatna do życia, stopniowo też napełniła się wielorakimi istotami żyjącymi, roślinami i zwierzętami, pośród których na końcu stworzył Bóg człowieka na obraz Boży (Rdz 1,27). Tekst ten ma znaczenie nade wszystko religijne i teologiczne. Nie sposób szukać w nim jakichś elementów istotnych z punktu widzenia szczegółowych nauk przyrodniczych. Tak więc wielokierunkowe badania dotyczące powstania i rozwoju poszczególnych gatunków w przyrodzie nie znajdują w tym opisie ani żadnej wiążącej dyrektywy, ani też istotnego ograniczenia. Co więcej, z prawdą o stworzeniu świata widzialnego — tak jak jest ona przedstawiona w Księdze Rodzaju — nie koliduje również w zasadzie teorią ewolucji przyrody, jeśli nie wyklucza się w niej przyczynowości Bożej.

Opis stworzenia zawiera przede wszystkim wiarę, że człowiek i wszechświat mają swe źródło wyłącznie w Bogu. Wiara w stworzenie świata i człowieka przez Boga ma znaczenie fundamentalne, ponieważ w niej znajduje się odpowiedź na pytania dotyczące wszechmocy i miłości Boga, pochodzenia człowieka, wzajemnej relacji Boga i człowieka oraz człowieka do świata i przyrody. Dając odpowiedź na pochodzenie człowieka, wskazuje jednocześnie drogę i cel jego istnienia – Boga.
Stworzenie świata jest dziełem całej Trójcy Św. Wyraz wiary w to znaleźć można w Ewangelii Jana (Na początku było Słowo [...] i Bogiem było Słowo) oraz w tradycji (np. Veni, Creator Spiritus). Zgodnie z sentencją "conservatio est continua creatio" Bóg zachowując świat w istnieniu cały czas niejako go stwarza.

### Adwentyści Dnia Siódmego
Nauka o stworzeniu świata uwzględniona została jako jedna z zasad wiary Kościoła Adwentystów Dnia Siódmego. Od samych początków ruchu, wierni i założyciele tacy jak Joseph Bates, czy też James White wierzyli w dosłowne rozumienie całej treści Księgi Rodzaju. Adwentyści nauczają, iż Bóg stworzył niebo, ziemię, morza i źródła mórz, w sześć dosłownych dni, a siódmego dnia odpoczął. Sześć dni stworzenia razem z Sabatem, według Adwentystów stanowią tę samą jednostkę czasu co okres zwany dziś tygodniem (168 godzin). Nauczają, iż z powodu swego odpoczynku Bóg pobłogosławił i poświęcił dzień siódmy (sobotę), ustanawiając już w Edenie swój dzień Sabatu. Adwentystyczna pisarka Ellen G. White na temat stworzenia świata napisała:
„Bóg stworzył świat w ciągu sześciu dosłownych dni, a siódmego dnia odpoczął od swojego dzieła, którego dokonał. W ten sposób dał ludziom sześć dni tygodnia, w których mają pracować. (...) Oddzielając sabat Bóg ustanowił pamiątkę dla świata. Nie odłączył od siedmiu dni któregokolwiek z nich, ale właśnie siódmy dzień tygodnia. Zachowując sabat okazujemy, iż uznajemy Boga jako żyjącego Stwórcę nieba i ziemi.” — Letter 31, 1898.
Według ankiety z roku 2002, więcej niż 90% członków kościoła Adwentystów Dnia Siódmego uznaje naukę o stworzeniu świata przez Boga w sześć dosłownych dni, po których Bóg odpoczął dnia siódmego.

### Badacze Pisma Świętego
VI Tom Wykładów Pisma Świętego, Pastor Russell zaczyna od rozdziału: Na początku, w którym w krótkich słowach przedstawia biblijny pogląd na temat stworzenia. Prezentuje również kilka oświadczeń ówczesnych ludzi nauki na temat niedorzeczności teorii ewolucji. Charles T. Russell podał Badaczom Pisma Świętego informacje, które były w ówczesnym czasie dostępne i jakie uważał za potrzebne wiernym, poszukującym biblijnej prawdy, chrześcijanom. Przedstawił on Boga Żywego (antytrynitarnego), który był, jest i będzie jako stworzyciela doskonałych istot, które z powodu grzechu upadły i dla których zbawienia oraz późniejszej restytucji  potrzebne było przyjście na świat Mesjasza – Jezusa Chrystusa.
Profesor Paul S. L. Johnson, założyciel Świeckiego Ruchu Misyjnego Epifania poszerzając myśli Russella, zastanawiając się nad ustępami Biblii dotyczącymi stworzenia i prowadząc setki dyskusji z różnymi odłamami ewolucjonistów, napisał książkę pt. Stworzenie. Był to drugi tom spośród jego Epifanicznych Wykładów Pisma Świętego. Na podstawie Pisma Świętego w XIV rozdziałach opisał tematy, takie jak świat ducha, świat materii, proces twórczy, chaos i poszczególne dni epokowe (a w nich tworzenie roślin, zwierząt i ludzi oraz wiele innych procesów, jakie Bóg sprawował przez Słowo – Logosa, czyli swego Jednorodzonego Syna w przedludzkiej postaci). W ostatnim rozdziale tego dzieła Johnson, idąc za wcześniejszym poglądem Charlesa T. Russella, jasno stwierdza: Ewolucja nie jest metodą twórczą.

#### Świadkowie Jehowy
Świadkowie Jehowy wierzą, że Jehowa Bóg stworzył wszystko w określonym celu, ale nie podzielają poglądów kreacjonistów. Uważają, że zanim rozpoczął się pierwszy dzień stwarzania, Bóg powołał do istnienia wszechświat, w tym Ziemię (Biblia nie mówi, kiedy Bóg zaczął je stwarzać ani jak długo to trwało), na której nie było jeszcze życia, a każdy z sześciu dni stwarzania przez Boga mógł trwać tysiące lat. Uważają, że Ziemia i wszechświat istniały już przed rozpoczęciem sześciu dni stwarzania (czyli odcinkami czasu) oraz że Bóg stworzył wszystkie podstawowe rodzaje roślin i zwierząt oraz doskonałą pierwszą parę ludzką – Adama i Ewę. Odrzucają pogląd, że Bóg posłużył się ewolucją (tzw. ewolucjonizm teistyczny), by powołać do istnienia różne formy życia. Uważają, że jest niezgodny z Biblią, która podaje, że Bóg stworzył ludzi oraz rośliny i zwierzęta „według ich rodzajów”. Stworzył wszystkie podstawowe rodzaje roślin i zwierząt oraz Adama i Ewę. Jednocześnie twierdzą, że „w obrębie poszczególnych rodzajów roślin i zwierząt stworzonych przez Boga zachodziły zmiany. W rezultacie powstały znane dzisiaj gatunki, które w wielu wypadkach znacząco się od siebie różnią”.